# Вандін Юрій Олександрович
Юрій Олександрович Вандін (11 вересня 1947, Хотунок, Новочеркаський район, Ростовська область, Радянський Союз — 31 грудня 2019, Київська область, Україна) — керівник Головного управління по боротьбі з корупцією та організованою злочинністю СБУ, заступник голови СБУ, генерал-полковник.

## Біографія
У 1973 році закінчив Вищу школу КДБ, у 1979 році закінчив Вищі курси КДБ. З 1969 року служив в органах Комітету державної безпеки. З травня 1992 до жовтня 1994 заступник начальника управління боротьби з корупцією та організованою злочинністю, начальник відділу Служби безпеки України. З липня 1995 до квітня 1998 перший заступник міністра внутрішніх справ України, начальник Головного управління боротьби з організованою злочинністю. З травня 1999 до березня 2000 заступник Голови СБУ та начальник Головного управління Служби безпеки України в Автономній Республіці Крим. З квітня 1998 по травень 1999 та з березня 2000 до жовтня 2003 заступник Голови СБУ та начальник Головного управління боротьби з корупцією та організованою злочинністю. З жовтня 2003 до березня 2005 радник Голови СБУ України.
У 1998 році балотувався у народні депутати, але обраний не був. Засновник декількох приватних компаній.